# John Mutorwa
John Mutorwa (ur. 17 sierpnia 1957), namibijski polityk.
Od 1992 jest posłem do Zgromadzenia Narodowego z ramienia SWAPO. Pełnił szereg funkcji zarówno w gabinetach Hage Geingoba i Theo-Ben Guriraba (wiceminister ds. wody 1992 - 1993, wiceminister młodzieży i sportu 1993 - 1994, wiceminister rybołówstwa i zasobów morskich 1994 - 1995, minister edukacji podstawowej 1995 - 2005), jak i Nahasa Anguli (minister młodzieży, bezpieczeństwa narodowego, kultury i sportu). Obecnie piastuje urząd ministra rolnictwa, wody i leśnictwa.